# Vítejte u Ch'tisů
Vítejte u Ch'tisů, jiným českým název také Vítejte ve vidlákově (v originále Bienvenue chez les Ch’tis), je francouzský film režiséra Danyho Boona z roku 2008. Boon film nejen režíroval, je také spoluautorem scénáře a objevil se v jedné z hlavních rolí. Zápletka se točí kolem ředitele pošty Philippa Abramse, který je za porušení morálky přeložen na dva roky na sever Francie do oblasti Nord-Pas-de-Calais. Setkává se s různými předsudky o místu samotném i zdejším obyvatelstvu, které se nazývá Ch’ti a má odlišné zvyky, mentalitu i jazyk, než na jihu Francie, což dává vzniknout mnoha humorným situacím.
Jedná se o druhý celovečerní film francouzského komika Danyho Boona a poprvé se v hlavní roli objevuje herec Kad Merad. Film se setkal s velkým úspěchem u publiku a k překvapení tvůrců se ve Francii stal v historii druhým nejnavštěvovanějším filmem.

## Obsah filmu
Philippe Abrams je už po několik let vedoucí pobočky pošty ve Salon-de-Provence na Bouches-du-Rhône, kde žije se svou poněkud depresivní manželkou Julie a jejich synem Raphaëlem. Julie na něj naléhá, aby se v práci více snažil a získal místo šéfa pobočky pošty ve Středomoří. Philippe si podá několik žádostí, ale pokaždé je místo přiděleno osobě se zdravotním postižením, a tak se Philippe rozhodne podvádět a vydává se za vozíčkáře. Když se zjistí jeho podvod, je potrestán a donucen na kárný přesun v délce dvou let do městečka Bergues na severu Francie, blízko Dunkerku. Philippe se snaží okolnosti svého přeložení před manželkou skrýt, ale nakonec ji poví pravdu a Julie se rozhodne, že ona a jejich syn na jihu Francie zůstanou. Philippe se tak musí na sever vydat sám.
Philippe a Julie neznají sever jinak než z klišé. Juliin prastrýc, který jako dítě žil v tomto regionu, popsal sever jako nehostinnou zemi, kde převládají mrazivé teploty a chudé podmínky života. Philippe odjíždí z jihu s velkým smutkem a negativními předsudky ve své mysli. Jeho první okamžiky v Nord-Pas-de-Calais ho přimějí věřit, že klišé jsou pravdivá: ihned po příjezdu do regionu začíná prudký liják. Když se setká s Antoinem Bailleulem, jedním ze zaměstnanců pošty, který mu byl přidělen, tak má potíže mu porozumět kvůli jeho odlišnému akcentu a pikardským frázím. Antoine ho dočasně ubytuje u své dotěrné a autoritářské matky, se kterou bydlí. Během několika dalších dnů se Philippe setkává se svými dalšími kolegy: Annabelle, Fabricem a Yannem. Nakonec se s Antoinem spřátelí a zjistí, že tento region je ve skutečnosti velice vřelý a pohostinný.
I když se Philippe snaží přesvědčit svou ženu, že je mu na severu dobře, tak ta mu nevěří a má o něj čím dál tím větší starost, což je začne sbližovat a jejich manželství to prospívá. Philippe se tedy rozhodne, že jí bude říkat to, co chce slyšet a bude jí říkat, jak moc na severu trpí. Jednoho dne se ale Julie rozhodne jet na sever s ním. Philippe jí své kolegy vylíčil jako hloupé, nevzdělané a opilce. Philippe před tím varoval své kolegy, ti se v něm zklamali, ale přesto, když Julie přijde, mu pomohou předstírat, že sever opravdu vypadá tak, jak ho Philippe děsivě vylíčil. Julie je zděšená, ale slibuje, že se svým manželem na severu zůstane. Druhý den se ale dozví pravdu, zjistí, že ji manžel celou dobu lhal a zklamaná se vrací na jih.
Philippe si uvědomí, že jejich manželství lépe funguje na dálku, ale když mu Antoine řekne, že taková situace není příliš jednoduchá, tak mu Philippe odvětí, aby se staral o sebe a konečně se postavil své matce. Dozvěděl se totiž, že Antoine dříve chodil s Annabelle, ale rozešli se právě kvůli Antoinově dominantní matce. Rozmrzelý Antoine se nakonec rozhodne promluvit se svou matkou a oznámí jí, že se ožení s Annebelle a odejde z domu. Tato zpráva jeho matku potěší a ona to jde rychle oznámit i samotné Annabelle. Řekne jí, že jim přeje štěstí, ale že je bude nadále kontrolovat, jestli jsou spolu opravdu šťastní.
Antoine s Philippovou pomocí požádá Annabelle o ruku a ona souhlasí. Za nějakou dobu se skutečně vezmou a Philippe a Julie jsou pozváni na obřad. Na jihu se Phillipe s Julie usmíří, on se jí zeptá, jestli s ním bude žít na severu a ona souhlasí. O tři roky později mu přijde povolávací dopis na přemístění na jih Francie, do Porquerolles, kam spolu s rodinou odjíždí a se všemi se loučí. Antoine mu připomene větu, kterou mu říkal na začátku: „Když cizinec přijede na sever, pláče dvakrát: jednou když přijede, podruhé, když odjíždí.“ Teprve teď Phillipe pochopí význam jeho slov a oba přátelé jsou dojatí.

## Hrají
| Kad Merad             | Philippe Abrams                      |
| Dany Boon             | Antoine Bailleul                     |
| Zoé Félix             | Julie Abrams, manželka Phillipa      |
| Anne Marivin          | Annabelle Deconninck                 |
| Line Renaud           | matka Antoina                        |
| Stéphane Freiss       | ředitel pošty, Philippův nadřízený   |
| Philippe Duquesne     | Fabrice Canoli                       |
| Guy Lecluyse          | Yann Vandernoout                     |
| Lorenzo Ausilia-Foret | Raphaël Abrams, syn Julie a Phillipa |
| Michel Galabru        | Juliin prastrýc                      |
| Patrick Bosso         | policista                            |
| Fred Personne         | pan Vasseur                          |
| Zinedine Soualem      | Momo                                 |
| Jérôme Commandeur     | inspektor Lebic                      |
| Alexandre Carrière    | Tony                                 |
| Jenny Clève           | zpívající starší dáma                |
| Claude Talpaert       | manžel starší dámy                   |
| Christophe Rossignon  | číšník                               |

## Ocenění
- Mezinárodní filmový festival komedie v Alpe d'Huez 2008: speciální cena poroty a cena mladých diváků
- City of Lights, City of Angels 2008: cena publika
- BFM Awards 2008: speciální cena pro Danyho Boona a Jérôma Seydouxe, viceprezidenta společnosti Pathé
- Festival evropského filmu v Seville 2008: speciální cena publika
- Prix Raimu de la Comédie 2008: nejlepší komediální film a nejlepší herec (Dany Boon)
- Filmový festival v Cabourgu 2008: cena Swann d'or pro ženský herecký objev (Anne Marivin)
- Trophées du Film français 2009: nejvyšší cena
- Trophée Atalante 2009 za spolupráci mezi tvůrci filmu a městem Bergues